# Терем-теремок (телепередача)
«Терем-теремок» — юмористическая телевизионная передача. Первый выпуск — 1 января 1971 года по первой программе ЦТ. Выходила в течение 1971 года раз в месяц.
Ведущий и режиссёр Александр Ширвиндт — Борис Григорьевич Домовой. Авторы сценария и миниатюр — Григорий Горин, Александр Курляндский, Вениамин Сквирский, А. Синакевич, Аркадий Хайт.

## Участники
- Вячеслав Богачёв
- Жанна Горощеня
- Геннадий Дудник
- Савелий Крамаров
- Георгий Менглет
- Андрей Миронов
- Вадим Тонков и Борис Владимиров (Вероника Маврикиевна и Авдотья Никитична)
- Юрий Филимонов[4]

## Интересные факты
- В передаче «Терем-теремок» при содействии Александра Ширвиндта состоялся дебют дуэта Вадима Тонкова и Бориса Владимирова (Вероника Маврикиевна и Авдотья Никитична)[1][5].
- По распоряжению председателя Государственного комитета по радио и телевещанию при Совете Министров СССР Сергея Лапина передача в 1971 году была закрыта[6][5].